# Академия-Казань
«Академия-Казань» — российский мужской волейбольный клуб из Казани. Основан в 2012 году.

## История
«Академия-Казань» была создана как фарм-команда казанского «Зенита» на базе Поволжской государственной академии физической культуры, спорта и туризма осенью 2012 года.
С сезона 2012/2013 «Академия-Казань» выступала в высшей лиге «Б» чемпионата России. Весной 2015 года в рамках переходного турнира за право играть в высшей лиге «А», проводившегося в Анапе, команда заняла первое место и путёвку в высшую лигу «А». Лучшее достижение команды — 4-е место в сезоне 2022/23 годов.

## Результаты в чемпионате России
| Сезон   | Лига                  | Место | И  | В  | П  | С/П    | Главный тренер                      |
| ------- | --------------------- | ----- | -- | -- | -- | ------ | ----------------------------------- |
| 2012/13 | Высшая лига «Б» (III) | 13-е  | 50 | 40 | 10 | 131:47 | Алексей Дива                        |
| 2013/14 | Высшая лига «Б» (III) | 8-е   | 42 | 30 | 12 | 95:51  | Иван Андриенко, Андрей Кукушкин     |
| 2014/15 | Высшая лига «Б» (III) | 2-е   | 36 | 31 | 5  | 100:33 | Андрей Кукушкин                     |
| 2014/15 | Переходный турнир     | 1-е   | 6  | 3  | 3  | 15:13  | Андрей Кукушкин                     |
| 2015/16 | Высшая лига «А» (II)  | 11-е  | 44 | 13 | 31 | 64:103 | Андрей Кукушкин                     |
| 2016/17 | Высшая лига «А» (II)  | 8-е   | 44 | 21 | 23 | 79:86  | Константин Сиденко                  |
| 2017/18 | Высшая лига «А» (II)  | 6-е   | 40 | 19 | 21 | 76:74  | Константин Сиденко                  |
| 2018/19 | Высшая лига «А» (II)  | 10-е  | 48 | 20 | 28 | 79:104 | Константин Сиденко, Максим Максимов |
| 2019/20 | Высшая лига «А» (II)  | 10-е  | 28 | 8  | 20 | 37:66  | Александр Серебренников             |
| 2020/21 | Высшая лига «А» (II)  | 8-е   | 26 | 11 | 15 | 53:54  | Александр Серебренников             |
| 2021/22 | Высшая лига «А» (II)  | 6-е   | 44 | 24 | 20 | 90:72  | Максим Максимов                     |
| 2022/23 | Высшая лига «А» (II)  | 4-е   | 45 | 26 | 19 | 96:79  | Максим Максимов                     |
| 2023/24 | Высшая лига «А» (II)  | 8-е   | 40 | 21 | 19 | 76:77  | Максим Максимов                     |

## Состав в сезоне-2023/24
| №                       | Имя                     | Год рождения            | Рост                    |                         |                         |
| Центральные блокирующие | Центральные блокирующие | Центральные блокирующие | Центральные блокирующие | Центральные блокирующие | Центральные блокирующие |
| ----------------------- | ----------------------- | ----------------------- | ----------------------- | ----------------------- | ----------------------- |
| 1                       | Арсений Воронов         | 1999                    | 202                     |                         |                         |
| 4                       | Фёдор Бабич             | 2001                    | 203                     |                         |                         |
| 16                      | Дмитрий Никифоров       | 2001                    | 202                     |                         |                         |
| Связующие               |                         |                         |                         |                         |                         |
| 14                      | Артём Корнеев           | 2002                    | 196                     |                         |                         |
| 15                      | Дмитрий Казаков         | 2003                    | 195                     |                         |                         |
| Диагональные            |                         |                         |                         |                         |                         |
| 6                       | Алексей Красильников    | 1999                    | 201                     |                         |                         |
| 18                      | Руслан Гришин           | 2004                    | 199                     |                         |                         |

| №                                                                   | Имя               | Год рождения | Рост        |             |             |
| Доигровщики                                                         | Доигровщики       | Доигровщики  | Доигровщики | Доигровщики | Доигровщики |
| ------------------------------------------------------------------- | ----------------- | ------------ | ----------- | ----------- | ----------- |
| 2                                                                   | Георгий Серов     | 2004         | 198         |             |             |
| 11                                                                  | Эдуард Никонов    | 2005         | 198         |             |             |
| 13                                                                  | Владислав Енин    | 2003         | 198         |             |             |
| 21                                                                  | Михаил Хлякин     | 2004         | 201         |             |             |
| Либеро                                                              |                   |              |             |             |             |
| 7                                                                   | Евгений Клюпа     | 2003         | 185         |             |             |
| 20                                                                  | Владимир Казанцев | 2004         | 187         |             |             |
| Главный тренер — Максим Максимов Старший тренер — Владислав Бабичев |                   |              |             |             |             |

## Арена
- УСК «Буревестник» (Казань, деревня Универсиады, 33).